# William Saliba
William Alain André Gabriel Saliba, född 24 mars 2001 i Bondy, Frankrike, är en fransk fotbollsspelare som spelar som mittback i Premier League-klubben Arsenal, dit han köptes sommaren 2019.

## Klubbkarriär

### Saint-Étienne
Saliba började spela fotboll i AS Bondy som sexåring, med Kylian Mbappes far som tränare. År 2016 bytte han klubb till Saint-Etienne, för vilka han debuterade professionellt i Ligue 1 i en 3–2-seger mot Toulouse 25 september 2018 och sedan gjorde 13 starter under säsongen.

### Arsenal
Den 25 juli 2019 meddelades att Saliba skrivit på ett långtidskontrakt med engelska Arsenal – enligt mediauppgifter på 25 miljoner pund – men skulle lånas tillbaka till Saint-Etienne under säsongen 2019/20. Efter att ha tillbringat hösten 2020 i Arsenals U23-lag lånades Saliba våren 2021 ut till franska OGC Nice. Säsongen 2021/2022 var Saliba utlånad till Olympiqe Marseille.
Debuten för Arsenal kom i första matchen säsongen 2022/2023, borta mot Crystal Palace den 5 augusti. Arsenal vann med 2–0 och Saliba var enligt BBC "närmast felfri". I juli 2024 förlängde Saliba sitt kontrakt i Arsenal fram till sommaren 2027.

## Landslag
Saliba var med i den franska truppen till U20-världsmästerskapet i fotboll 2019 i Polen , men spelade inga matcher. I mars 2022 togs Saliba ut till Frankrikes seniorlandslag inför vänskapsmatcherna mot Elfenbenskusten och Sydafrika, och han medverkade i båda matcherna.
I november 2022 blev Saliba uttagen i Frankrikes trupp till VM 2022.

## Meriter

### Saint-Ètienne
- Coup de France: finalförlust 2019/2020

### Arsenal
- FA Community Shield: 2020[9], 2023[10]

### Individuellt
Ligue 1 – Årets unga spelare: 2021/2022
Ligue 1 – Årets lag: 2021/2022